# Sant Julià i Santa Basilissa de Terrats

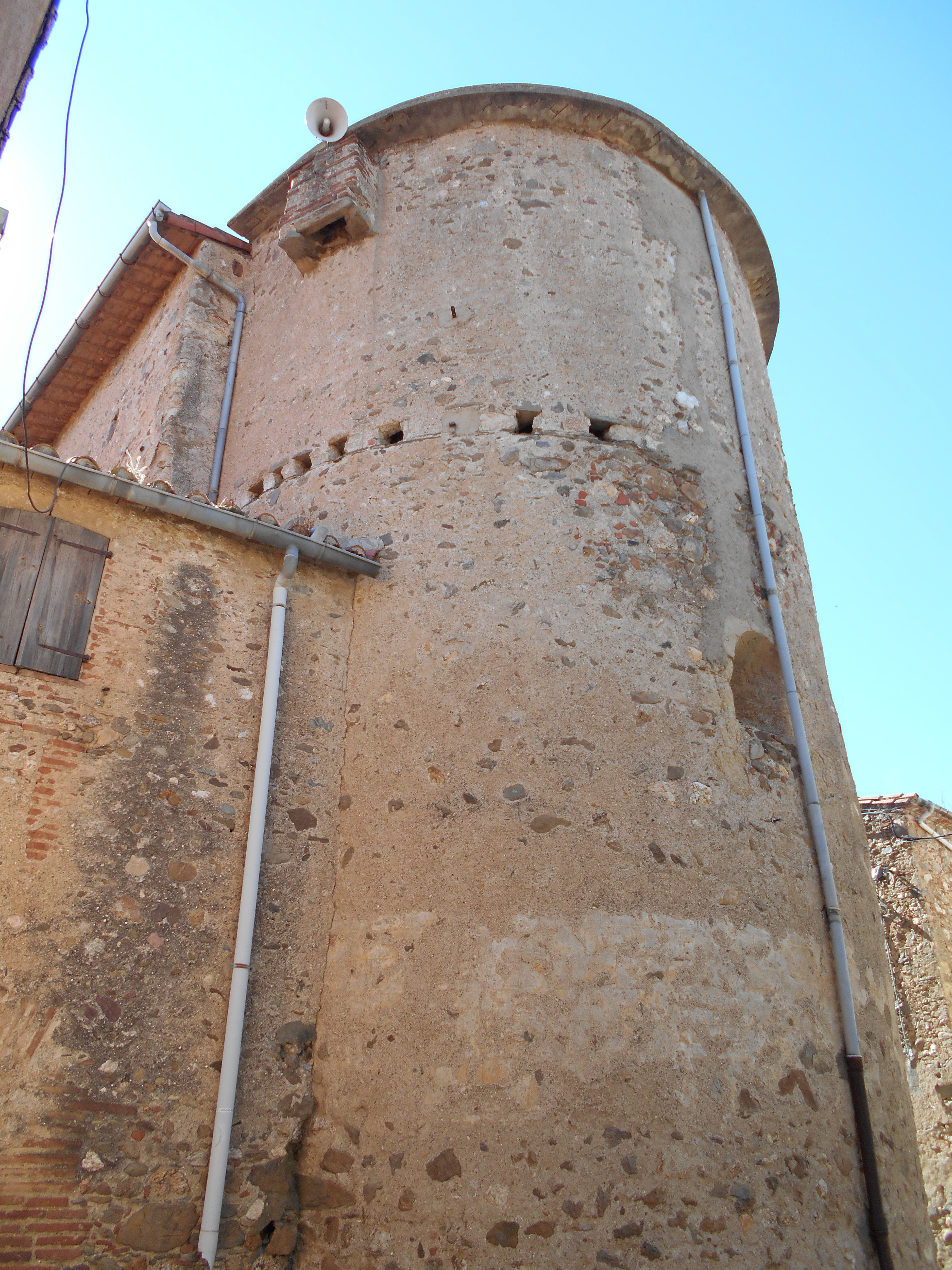
L'absis, convertit en torre de defensa

Sant Julià i Santa Basilissa de Terrats és l'ésglésia parroquial del poble de Terrats, a la comuna rossellonesa del mateix nom. Originalment del segle xii en estil romànic, l'edifici va ser fortificat al segle xiv i, posteriorment, profundament restaurat al segle xviii en estil barroc.
Està situada al bell mig de la cellera originària del poble.

## Història

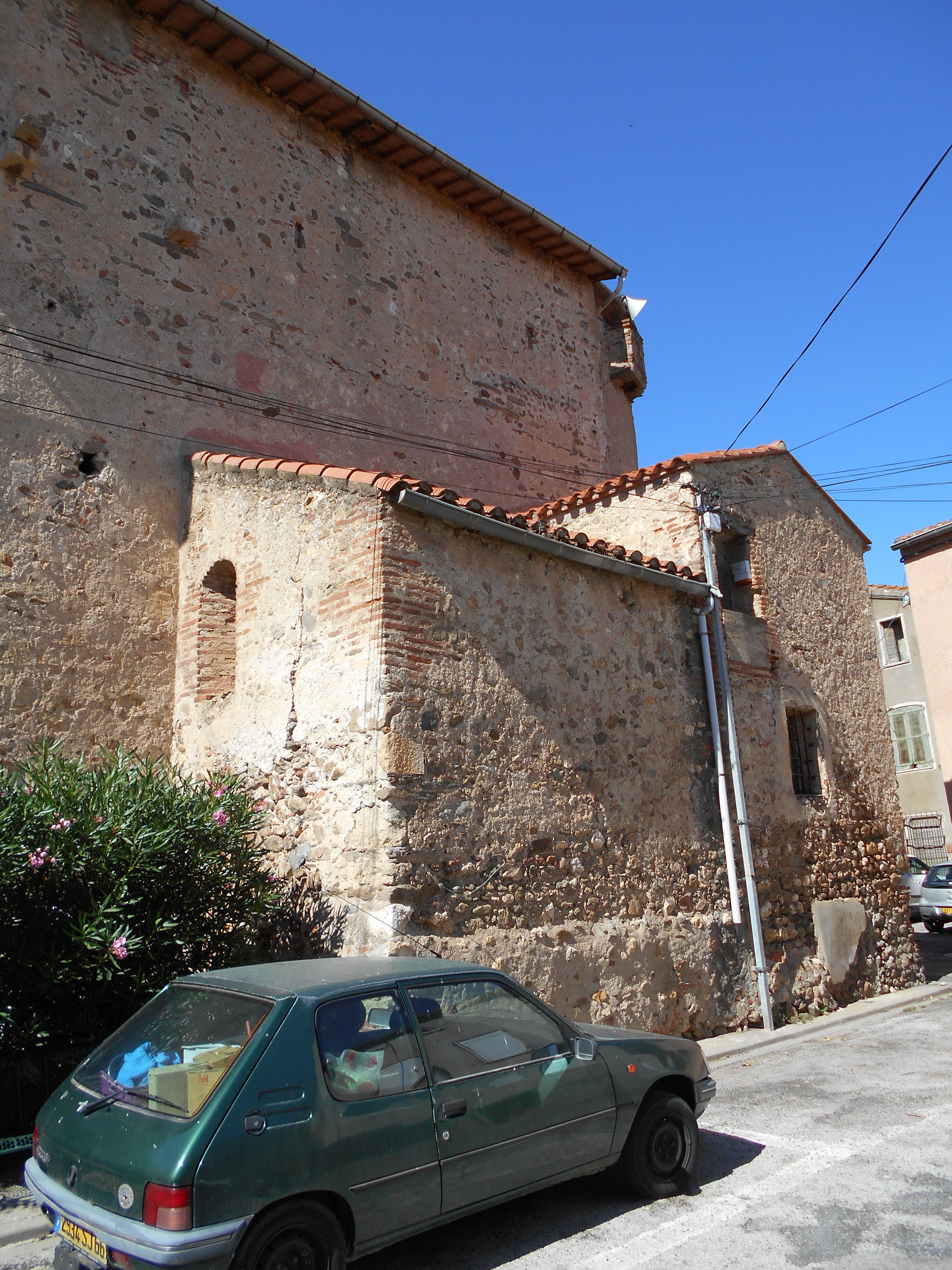
Façana nord de l'església

L'església apareix documentada per primer cop el 1081, en fixar els límits d'un alou de l'abadia d'Arles, cenobi a què pertanyia l'església. Va ser adquirida pels templers del Mas Déu a començaments del segle xiii (entre 1208 i 1228). Fou restaurada el 1735 i novament el 1767; hom en llevà els matacans i en refeu la teulada de l'església i el campanar, fets malbé pel foc causat per un llamp.

## Arquitectura

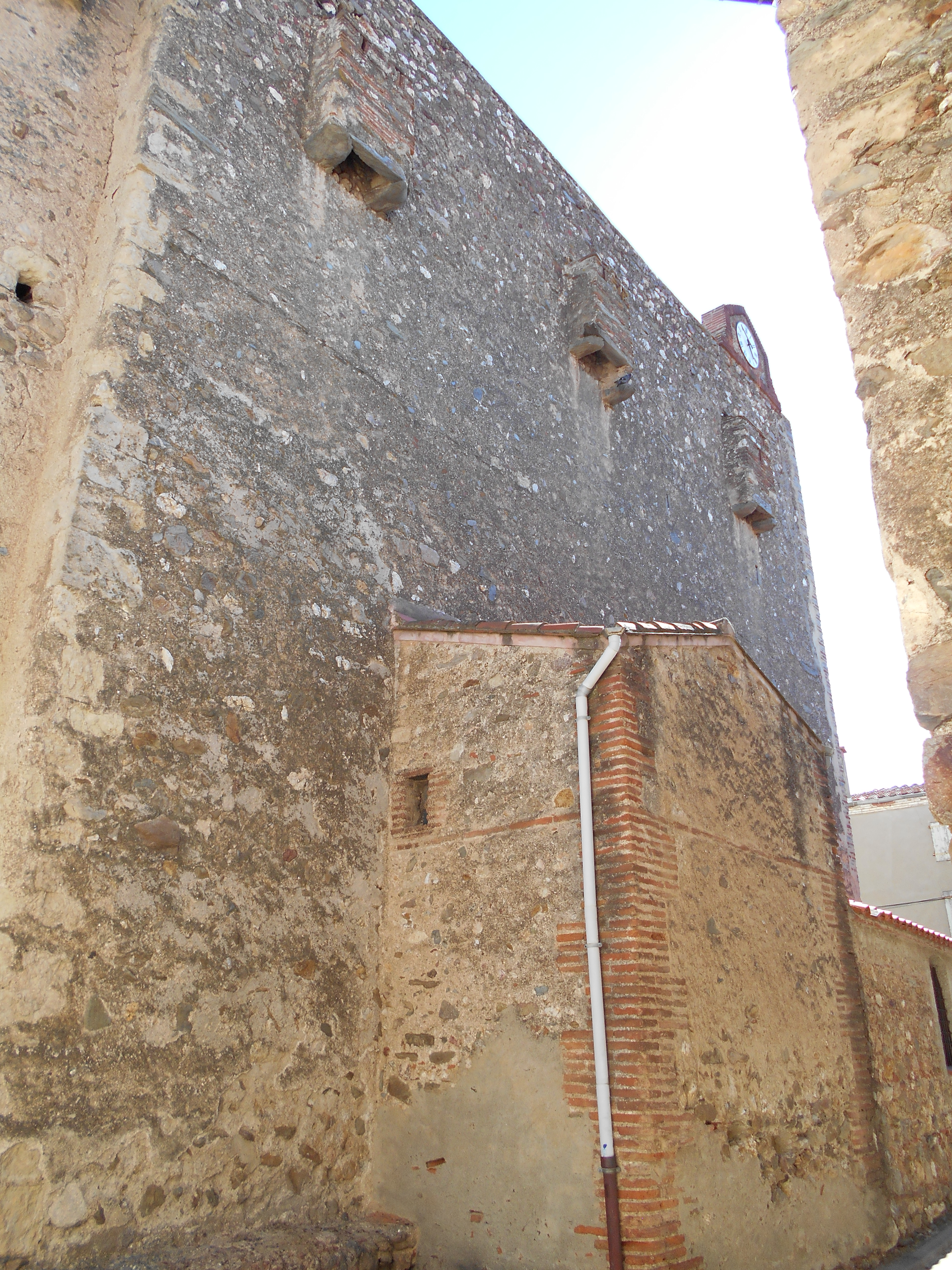
Façana nord de l'església

La fàbrica del temple es conserva en bon estat, però emmascarada per notables afegits que li han fet al llarg dels segles. L'alteració més important, practicada probablement el segle xiv, elevà els murs perimetrals fins convertir l'edifici en una mena de torre fortificada. Més tardanament, ja en època moderna, es convertí el mur de ponent en frontispici per a la qual cosa hi fou traslladada allí la porta forana; aleshores s'obriren també, vora la capçalera, dues capelles laterals a manera de creuer.
Malgrat les modificacions l'edifici original pot ser estudiat amb facilitat ja que no s'ha alterat la seva estructura primera. És un edifici d'una sola nau amb absis hemicircular, amb uns murs perimetrals d'un metre setanta de gruix. La planta del temple a l'interior mesura 16 m de llarg per 5,30 m d'ample, i porta la nau coberta amb un canó seguit lleugerament apuntat que s'eleva fins a 8 m, mentre que l'absis és cobert amb volta de racó de forn. La coberta originària, a la qual hom pot accedir per una escala interior, forma doble vessant i és de lloses de pissarra superposades.
La porta primitiva estava situada al costat de migdia, malgrat haver estat tapiada, a l'exterior encara es poden veure els muntants i l'arc de mig punt. Sembla que era una porta cap-i-alçada amb arquivolta. A l'eix de l'absis, mig tapiada, es conserva una finestra primitiva de doble esplandit i arc de mig punt.
Els materials emprats en la construcció d'aquest edifici no són visibles exteriorment ja que els murs estan arrebossats tant per dins com per fora, però en algun tros de l'absis i dels laterals ha caigut l'arrebossat i permet veure obra de maçoneria en els paraments i carreu ben escairat en les cadenes cantoneres.

Corona el frontispici un campanar d'espadanya amb obertures d'arc de punt rodó a tres nivells: en el superior n'hi ha una, al segon, dues i a l'inferior també dues més grans que les altres on hi ha dues úniques campanes. Una d'aquestes és de 1833, obra del fonedor R[aymond] Criballer  i l'altra és moderna, del 1997.

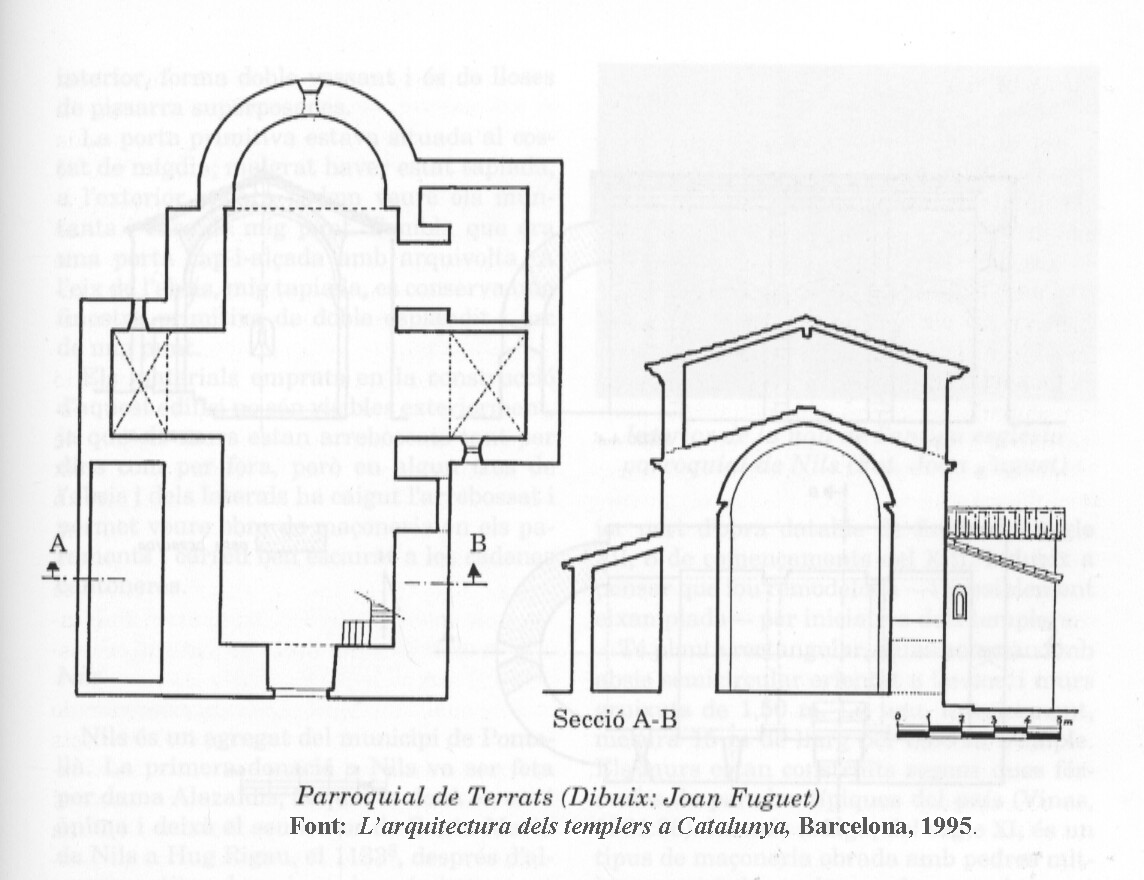
Església parroquial de Terrats (Rosselló), 1986

## Mobiliari
Sant Julià i Santa Basilissa conserva diverses peces del segle xvi, com una creu de marbre trilobada (a l'exterior de l'edifici), una creu processional i un calze. Els retaules de l'altar major (segle XVII) i del Roser (del xviii) són algunes de les altres peces decoratives conservades.

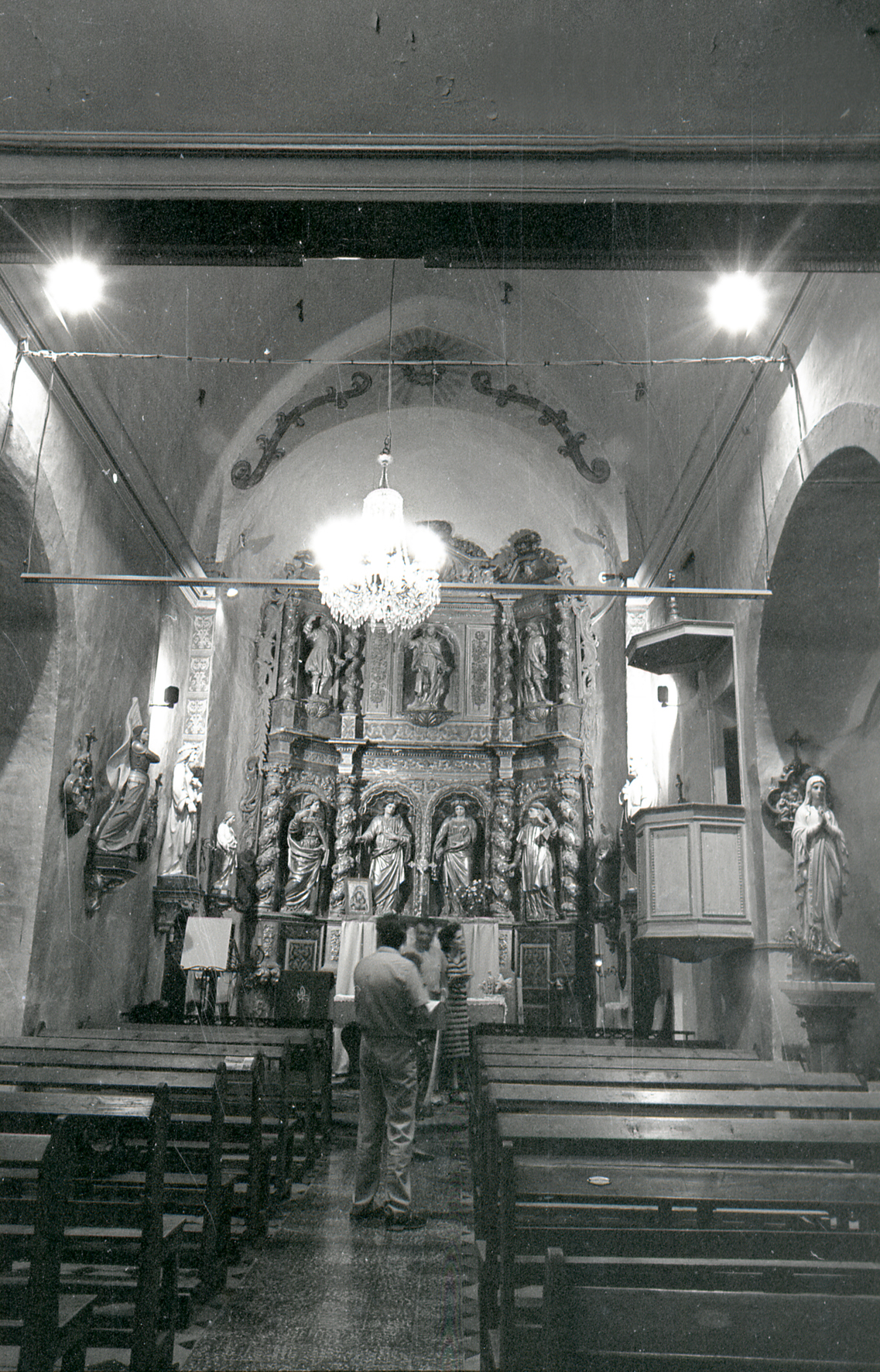
Església parroquial de Terrats (Rosselló), altar major, 1986.